# Andalucía Masters 2020
El Andalucía Masters 2020, denominado Estrella Damm N.A. Andalucía Masters por motivos de patrocinio, fue la edición n.º 6 del Andalucía Masters. Originalmente estaba previsto que se disputara del 30 de abril al 3 de mayo pero tuvo que ser pospuesto debido a la pandemia de COVID-19. Finalmente tuvo lugar entre el 3 y el 6 de septiembre de 2020 en el Real Club Valderrama en la ciudad española de Sotogrande, Andalucía.

## Resumen de los 4 días

### Día 1
| Pos. | Jugador          | Puntuación | A par |
| ---- | ---------------- | ---------- | ----- |
| T1   | John Catlin      | 69         | −2    |
| T1   | Connor Syme      | 69         | −2    |
| T1   | Guido Migliozzi  | 69         | −2    |
| T1   | Jorge Campillo   | 69         | −2    |
| 2    | Pep Anglés       | 70         | −1    |
| T6   | Pablo Larrazábal | 71         | PAR   |
| T6   | Søren Kjeldsen   | 71         | PAR   |
| T6   | Jake McLeod      | 71         | PAR   |
| T6   | Justin Harding   | 71         | PAR   |
| T6   | Max Schmitt      | 71         | PAR   |
| T6   | Rasmus Højgaard  | 71         | PAR   |

### Día 2
| Pos. | Jugador             | Puntuación | A par |
| ---- | ------------------- | ---------- | ----- |
| 1    | John Catlin         | 69-70=139  | −3    |
| T2   | Pablo Larrazábal    | 71-70=141  | −1    |
| T2   | Connor Syme         | 69-72=141  | −1    |
| T2   | Jamie Donaldson     | 72-69=141  | −1    |
| 5    | Wilco Nienaber      | 72-70=142  | PAR   |
| T6   | Alejandro Cañizares | 73-70=143  | +1    |
| T6   | Guido Migliozzi     | 69-74=143  | +1    |
| T6   | Lorenzo Gagli       | 74-69=143  | +1    |
| T6   | Søren Kjeldsen      | 71-72=143  | +1    |

### Día 3
| Pos. | Jugador         | Puntuación   | A par |
| ---- | --------------- | ------------ | ----- |
| 1    | John Catlin     | 69-70-72=211 | −2    |
| 2    | Martin Kaymer   | 72-72-69=213 | PAR   |
| T3   | Jamie Donaldson | 72-69-73=214 | +1    |
| T3   | Lorenzo Gagli   | 74-69-71=214 | +1    |
| 5    | Sami Välimäki   | 77-69-69=215 | +2    |
| T6   | Wil Besseling   | 75-72-69=216 | +3    |
| T6   | Adrián Otaegui  | 77-71-68=216 | +3    |
| T8   | Connor Syme     | 69-72-76=217 | +4    |
| T8   | Søren Kjeldsen  | 71-72-74=217 | +4    |
| T8   | Guido Migliozzi | 69-74-74=217 | +4    |
| T8   | Justin Harding  | 71-75-71=217 | +4    |

### Día 4
| Pos. | Jugador           | Puntuación      | A par |
| ---- | ----------------- | --------------- | ----- |
| 1    | John Catlin       | 69-70-72-75=286 | +2    |
| 2    | Martin Kaymer     | 72-72-69-74=287 | +3    |
| T3   | Antoine Rozner    | 76-69-73-70=288 | +4    |
| T3   | Wil Besseling     | 75-72-69-72=288 | +4    |
| T3   | Justin Harding    | 71-75-71-71=288 | +4    |
| T6   | Wilco Nienaber    | 72-70-76-71=289 | +5    |
| T6   | Guido Migliozzi   | 69-74-74-72=289 | +5    |
| T8   | Masahiro Kawamura | 73-73-74-71=291 | +7    |
| T8   | Connor Syme       | 69-72-76-74=291 | +7    |

## Top 10
| Pos. | Jugador           | Puntuación      | A par |
| ---- | ----------------- | --------------- | ----- |
| 1    | John Catlin       | 69-70-72-75=286 | +2    |
| 2    | Martin Kaymer     | 72-72-69-74=287 | +3    |
| T3   | Antoine Rozner    | 76-69-73-70=288 | +4    |
| T3   | Wil Besseling     | 75-72-69-72=288 | +4    |
| T3   | Justin Harding    | 71-75-71-71=288 | +4    |
| T6   | Wilco Nienaber    | 72-70-76-71=289 | +5    |
| T6   | Guido Migliozzi   | 69-74-74-72=289 | +5    |
| T8   | Masahiro Kawamura | 73-73-74-71=291 | +7    |
| T8   | Connor Syme       | 69-72-76-74=291 | +7    |